# Kyphocotis tessellata
Kyphocotis tessellata är en insektsart som beskrevs av George Willis Kirkaldy 1906. Kyphocotis tessellata ingår i släktet Kyphocotis och familjen dvärgstritar. Inga underarter finns listade i Catalogue of Life.